# Divisões administrativas em 1991
Nesta página encontram-se referências a acontecimentos directamente relacionados com regiões administrativas, ocorridos durante o ano de 1991.

## Eventos
- 16 de agosto - As vilas portuguesas de Almeirim, Cantanhede, Entroncamento, Gondomar, Ourém, Paredes, Pombal e Santiago do Cacém são elevadas a cidade; a aldeia portuguesa de Vilar da Veiga é elevada à categoria de vila, sob a designação de Gerês, assim como o lugar de São Pedro de Alva.
- 27 de outubro - Holambra (São Paulo, Brasil) reconhecida como município.